# Irene Bernasconi
Irene Bernasconi (sinh ngày 29 tháng 9 năm 1896 - mất ngày 7 tháng 7 năm 1989) là một nhà sinh học biển người Argentina chuyên nghiên cứu về ngành Da Gai và nổi tiếng với công việc của mình ở Nam Cực. Bà là chuyên gia ngành da gai đầu tiên ở Argentina và đã dành 55 năm tiến hành nghiên cứu về các loài da gai được tìm thấy ở Biển Argentine. Trọng tâm chính của bà là sao biển tuy nhiên bà cũng tiến hành nghiên cứu đuôi rắn và nhím biển.

## Nghiên cứu

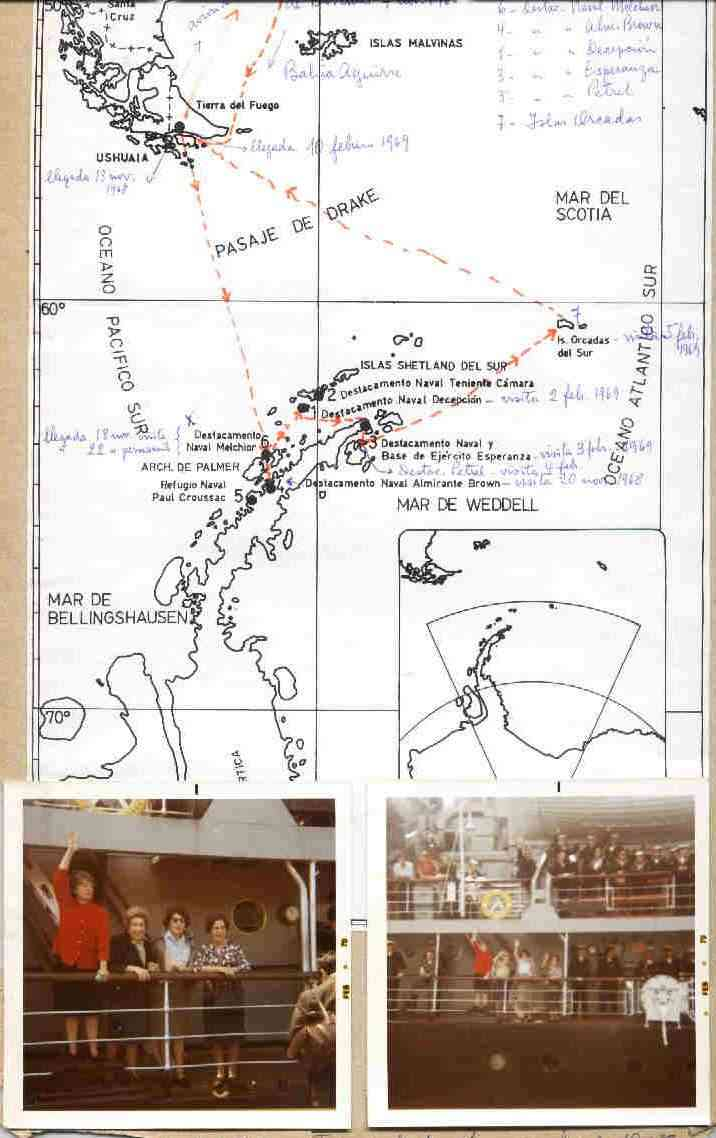
Irene Bernasconi - Chuyến đi đến Nam Cực 1968 - tuyến đường

Trong suốt sự nghiệp của mình, Bernasconi đã mô tả một số chi và loài mới. Ấn phẩm phân loại đầu tiên của bà, trong đó loài mới từ chi Pteraster được mô tả, được xuất bản vào năm 1935. Vào năm 1941, bà mô tả hai loài mới từ chi Luidia. Giữa năm 1937 và 1980, Bernasconi đã điều chỉnh phân loại của một số họ: Pterasteridae, Luidiidae, Odontasteridae, Gonisasteridae, Ganeriidae, Asterinidae và Echinasteridae. Vào năm 1965, bà mô tả chi mới của Vemaster cùng với bốn loài mới.
Bernasconi là một trong những nữ nhà khoa học Argentina đầu tiên tiến hành nghiên cứu ở Nam Cực sau khi du hành ở đó vào năm 1968, lúc bà 72 tuổi. Bà đi cùng với ba nhà khoa học vi sinh khác Maria Adela Caria, nhà sinh vật biển Elena Martinez Fontes và nhà thực vật Carmen Pujals.